# Mercedes-Benz L 326
 (septembre 2023).
Le Mercedes-Benz L 326 est un camion lourd fabriqué par Daimler-Benz AG qui a été produit à l’usine Mercedes-Benz de Gaggenau de 1956 à 1958. Il est basé sur le L 6600. Initialement uniquement construit dans une version à capot long en tant que châssis, L 326, benne, LK 326, et tracteur, LS 326, à partir de 1957, un modèle à cabine sur moteur a également été proposé sous le nom de LP 326 (successeur du LP 315). Dès 1958, la production fut à nouveau arrêtée en raison des lois de Seebohm. Contrairement au L 315, plus faible, il n’existe (officiellement) pas de L 326 à transmission intégrale. Cependant, il existe des preuves que plusieurs L 326 à quatre roues motrices ont été produits pour divers service d’incendie, dont au moins 2 existent encore. Les camions à capot ont été remplacés sur le marché étranger par les L 332 et L 334, et sur le marché intérieur par le L 334 à partir de 1960. Le LP 326 a cabine sur moteur a été remplacé sur le marché allemand par le LP 333 en 1958.

## Modèles
Quatre modèles différents ont été construits, tous à propulsion arrière :
- L 326 : modèle de base, châssis, 1956-1958
- LK 326 : benne, 1956-1958
- LS 326 : tracteur, 1956-1958
- LP 326 : camion à cabine sur moteur, châssis et plateau, 1957-1958

## Technologie

### Châssis et transmission
Le L 326 est un poids lourd à deux essieux doté d’un châssis en échelle composé de profils en U avec traverses rivetées. Les essieux rigides à l’avant et à l’arrière sont suspendus sur des ressorts à lames longitudinaux (ou des ressorts à demi-lames sur les camions bennes), l’essieu avant dispose également de deux amortisseurs hydrauliques télescopiques et deux ressorts supplémentaires à action progressive sont également installés sur l’essieu arrière. Alors que l’essieu avant est équipé de pneus simples, l’essieu arrière est équipé de pneus jumelés. Les roues sont des roues à disque en tôle d’acier avec des jantes inclinées de taille 8-20, sur lesquelles sont montés des pneus renforcés de taille 11-20. Un frein à pression pneumatique Westinghouse de Mercedes-Benz agit sur les quatre roues. La direction est un système de direction ZF GD 68 Gemmer avec un tirant non divisé. Le L 326 a été exclusivement construit comme véhicule avec conduite à gauche. Soit une cabine avec un capot classique, soit une cabine sur moteur est construite sur le châssis.
La puissance est transférée depuis le moteur Diesel via un embrayage à friction monodisque Fichtel & Sachs G 70 KR vers la transmission manuelle ZF AK 6-70 à six vitesses non synchronisée installée verticalement. Les véhicules équipés d’une benne basculante disposent également d’un entraînement pour la pompe à huile de la benne basculante sur la boîte de vitesses. La puissance est transmise depuis la transmission via un arbre à cardan en deux parties vers un entraînement d’essieu à engrenages coniques en spirale sur l’essieu arrière. Il n’y avait pas de transmission intégrale pour le L 326.

### Moteur
Le moteur OM 326.I de Mercedes-Benz est un moteur Diesel six cylindres en ligne à préchambre avec refroidissement à eau et quatre soupapes en tête. Il est suspendu au châssis par quatre supports en caoutchouc. Le carter divisé en fonte grise est moulé avec le bloc-cylindres, également en fonte grise. Avec un alésage de cylindre de 128 mm et une course de piston de 140 mm, le moteur a une cylindrée totale de 10 809 cm³. Il a des pistons forgés en alliage léger de Mahle avec quatre segments de compression et deux segments de contrôle d’huile fonctionnant dans les cylindres; un anneau de compression est chromé. La puissance est transmise via des bielles en double T au vilebrequin forgé, monté sur sept paliers lisses et trempé. Il dispose de contrepoids et d’un amortisseur de vibrations.
Le vilebrequin entraîne l’arbre à cames situé dans le carter via des engrenages droits hélicoïdaux. À l’aide de poussoirs, de tiges de poussée et de culbuteurs, il actionne deux soupapes d’admission et deux soupapes d’échappement pour chaque cylindre, qui pendent verticalement dans la culasse. Le moteur comporte six culasses individuelles qui sont scellées au bloc moteur avec un joint de culasse contenant de l’amiante.
Le carburant est nettoyé par un filtre à carburant à deux étages, dont le premier étage est un filtre à tube en feutre et le deuxième étage est un filtre micronique. Il est ensuite injecté dans les antichambres par une pompe d’injection bloc Bosch PES 6 A 90 B 410 RS 283/7 au travers de buses d’injection Bosch DNO SD 211. La pompe d’injection est contrôlée par un régulateur centrifuge. L’air aspiré est nettoyé par deux filtres en papier et acheminé vers les chambres de combustion via un tuyau d’admission commun en alliage léger pour les six culasses. Le moteur est doté d’une lubrification par circulation sous pression avec un régulateur de température; L’huile est nettoyée par un filtre dans le flux principal et un filtre fin. Il dispose d’un refroidissement à eau avec un radiateur à tubes à ailettes, régulé par un thermostat de contrôle. Un ventilateur évacue la chaleur perdue.

## Production L 326
| Année  | 1956 | 1957 | 1958 | total |
| ------ | ---- | ---- | ---- | ----- |
| L 326  | 21   | 269  | 23   | 313   |
| LP 326 | 0    | 200  | 80   | 280   |